# Ciborium

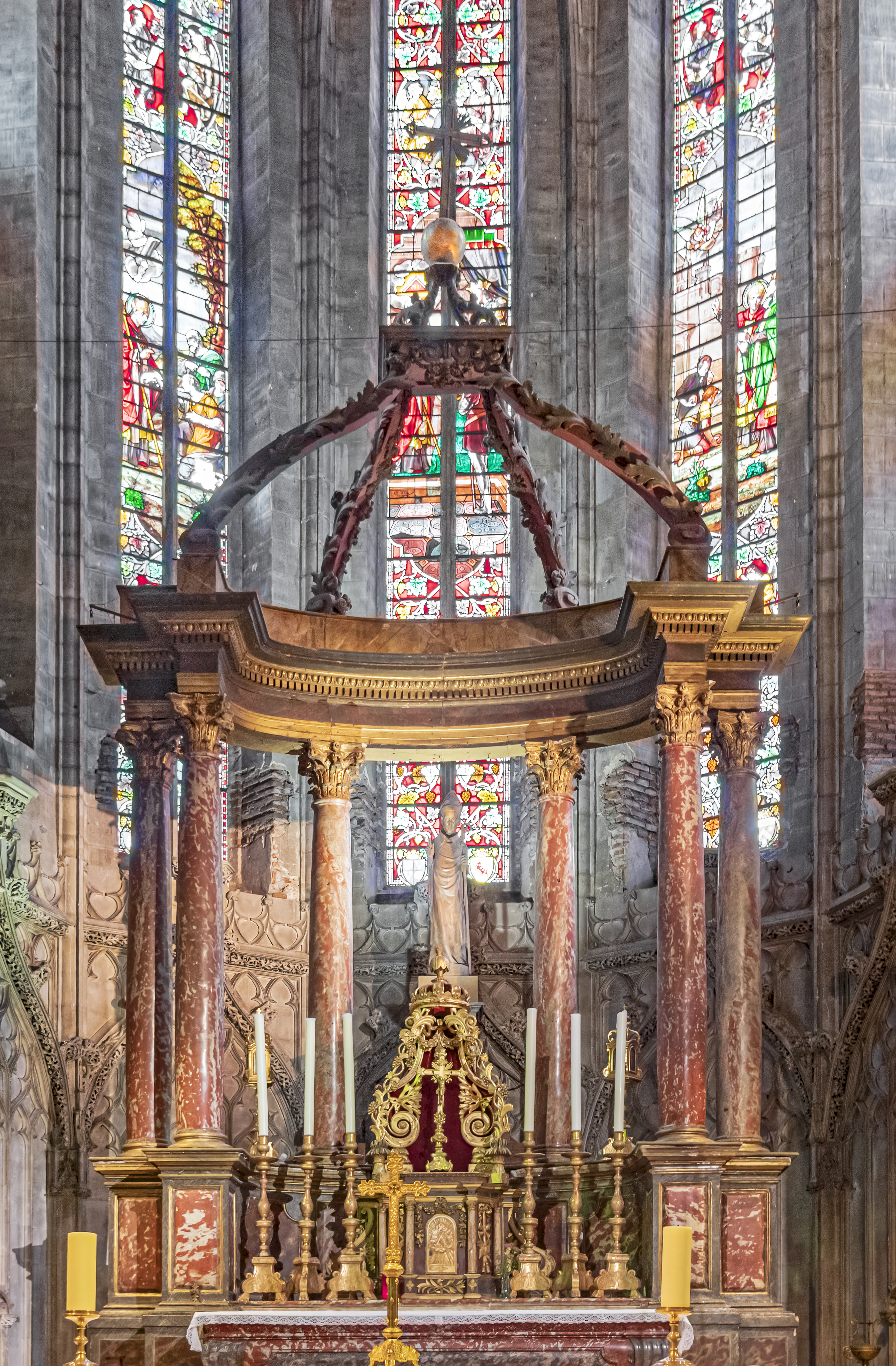
Le ciborium de la collégiale Saint-Salvi d'Albi.

Un ciborium est une construction, parfois un objet mobilier, destinée à protéger et mettre en valeur un autel, un reliquaire ou, spécifiquement, l'armoire où est déposé le ciboire. Le ciborium affecte généralement la forme d'un dais posé sur quatre colonnes. Il peut être en bois, en métal, en pierre, et constitue parfois un véritable édifice.
Ce terme est surtout utilisé pour la période antérieure au monde médiéval. À partir de l'époque médiévale, c'est le terme « baldaquin » qui est préféré.
Ce mot latin est employé en français pour désigner l’édicule qui, dans certains cas, recouvrait entièrement un autel. Pendant le Moyen Âge, on plaçait aussi parfois un ciborium sur la tombe d’un saint ou d’un personnage de marque. Le ciborium était ordinairement fait de matières précieuses ou recouvert de lames d’or et d’argent.

## Galerie

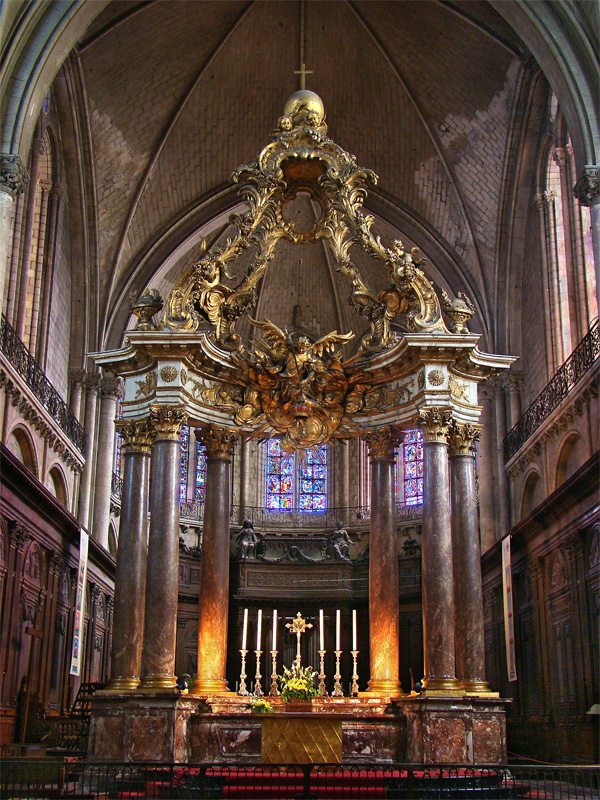
Cathédrale Saint-Maurice d'Angers.
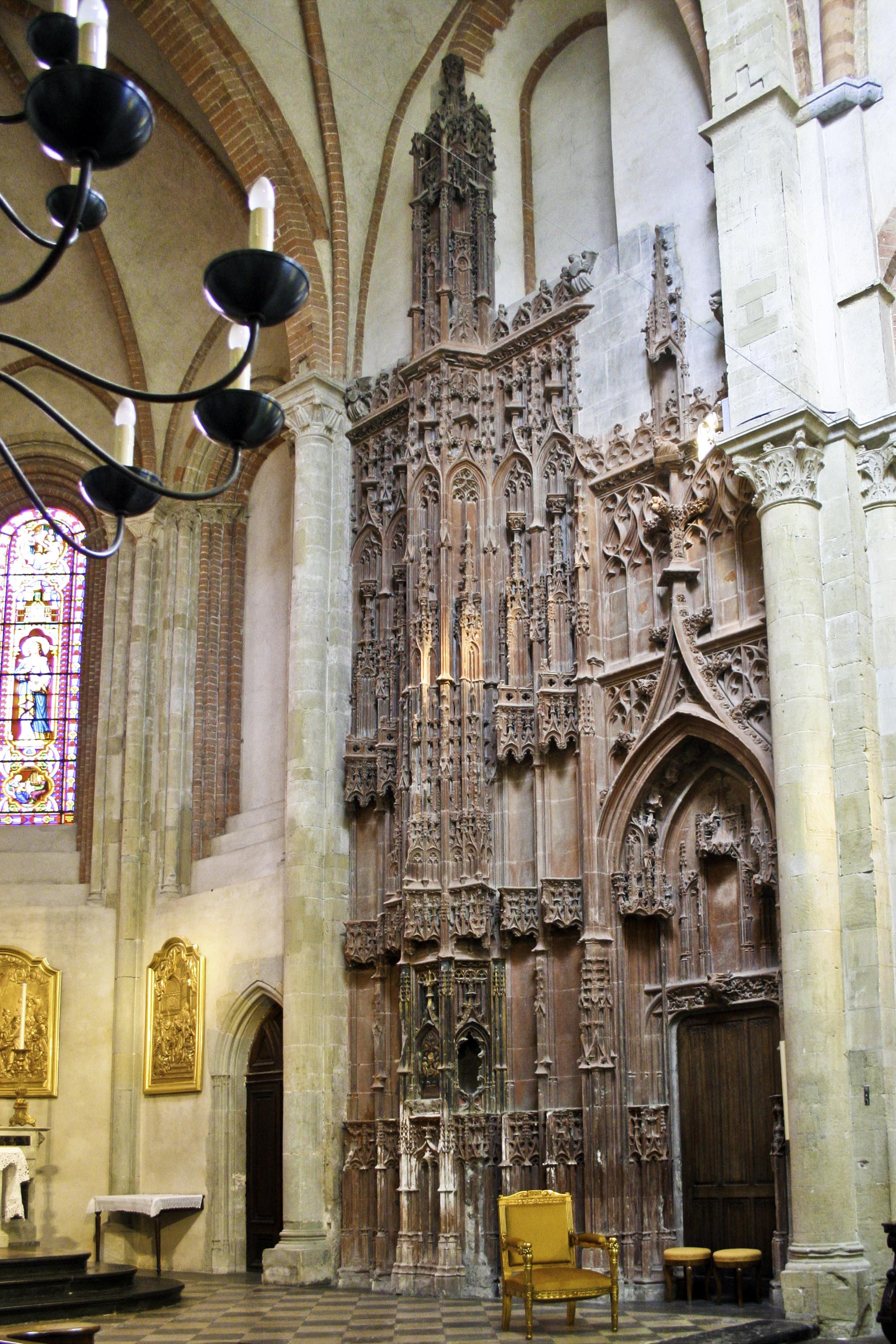
Cathédrale Notre-Dame de Grenoble.
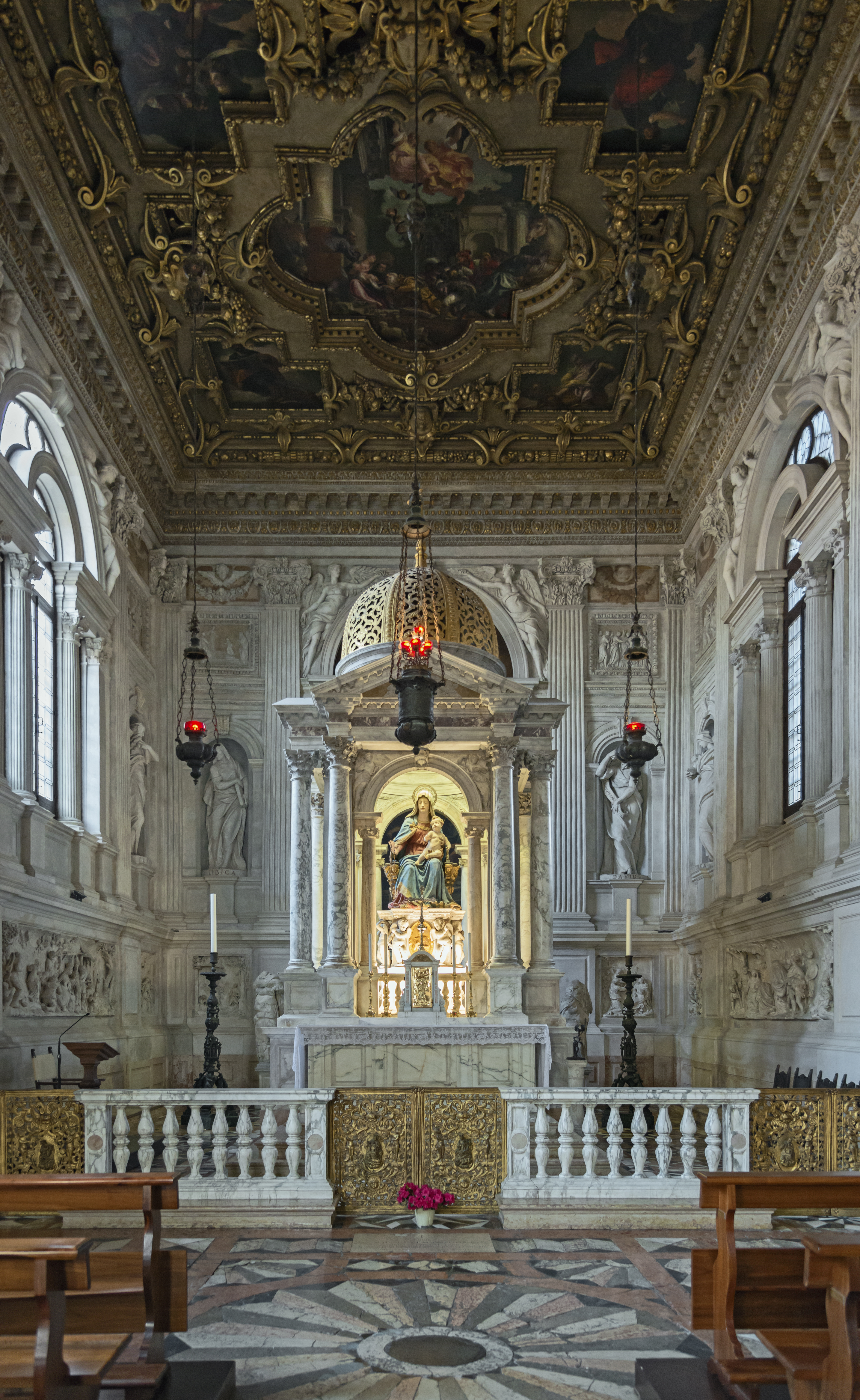
San Zanipolo (Venise).
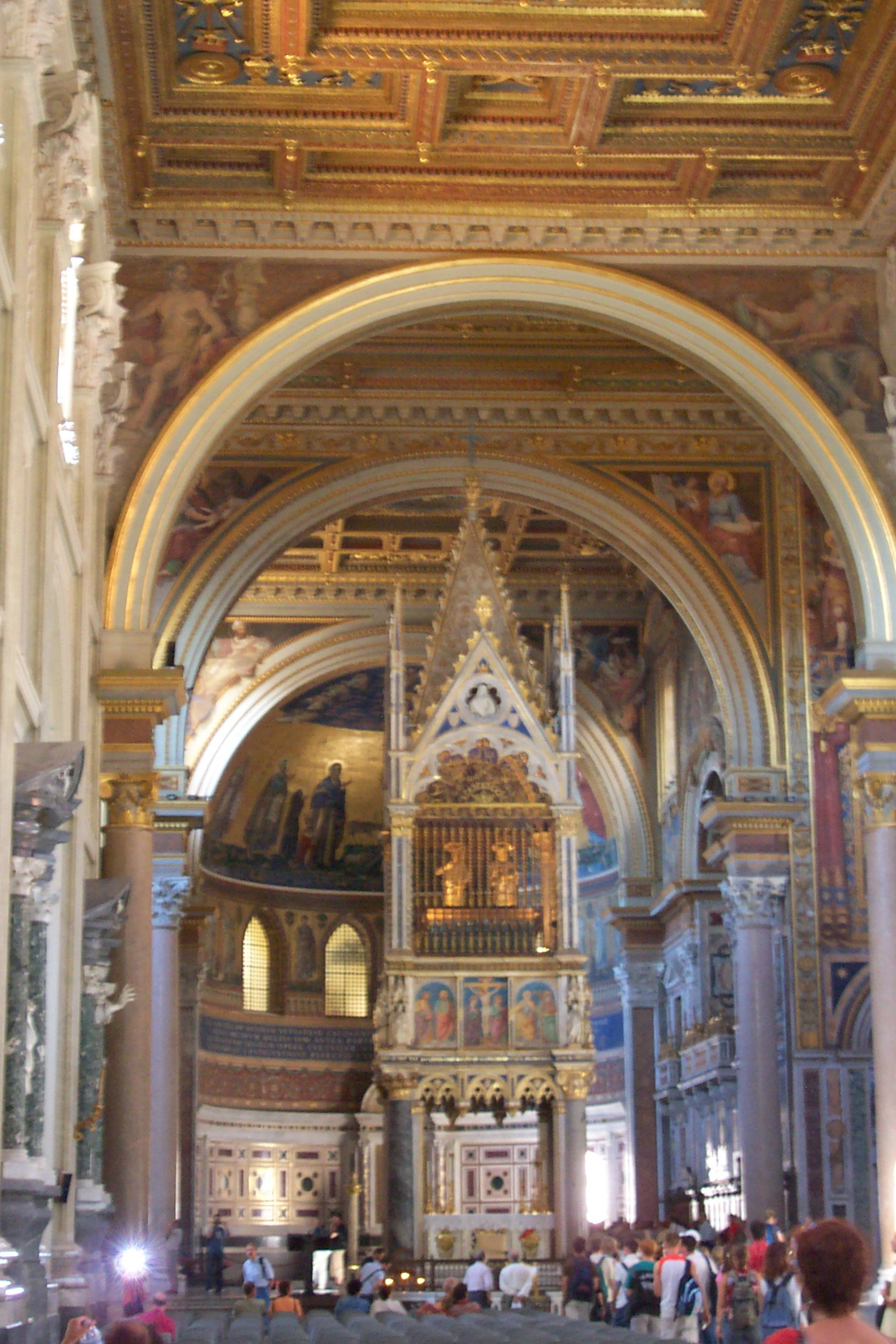
Basilique Saint-Jean-de-Latran.
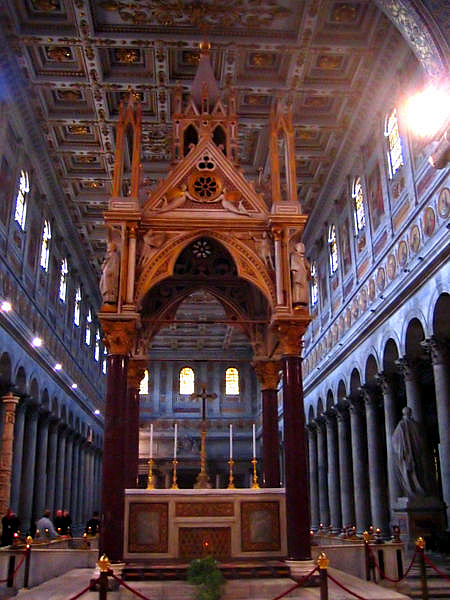
Basilique Saint-Paul-hors-les-Murs.
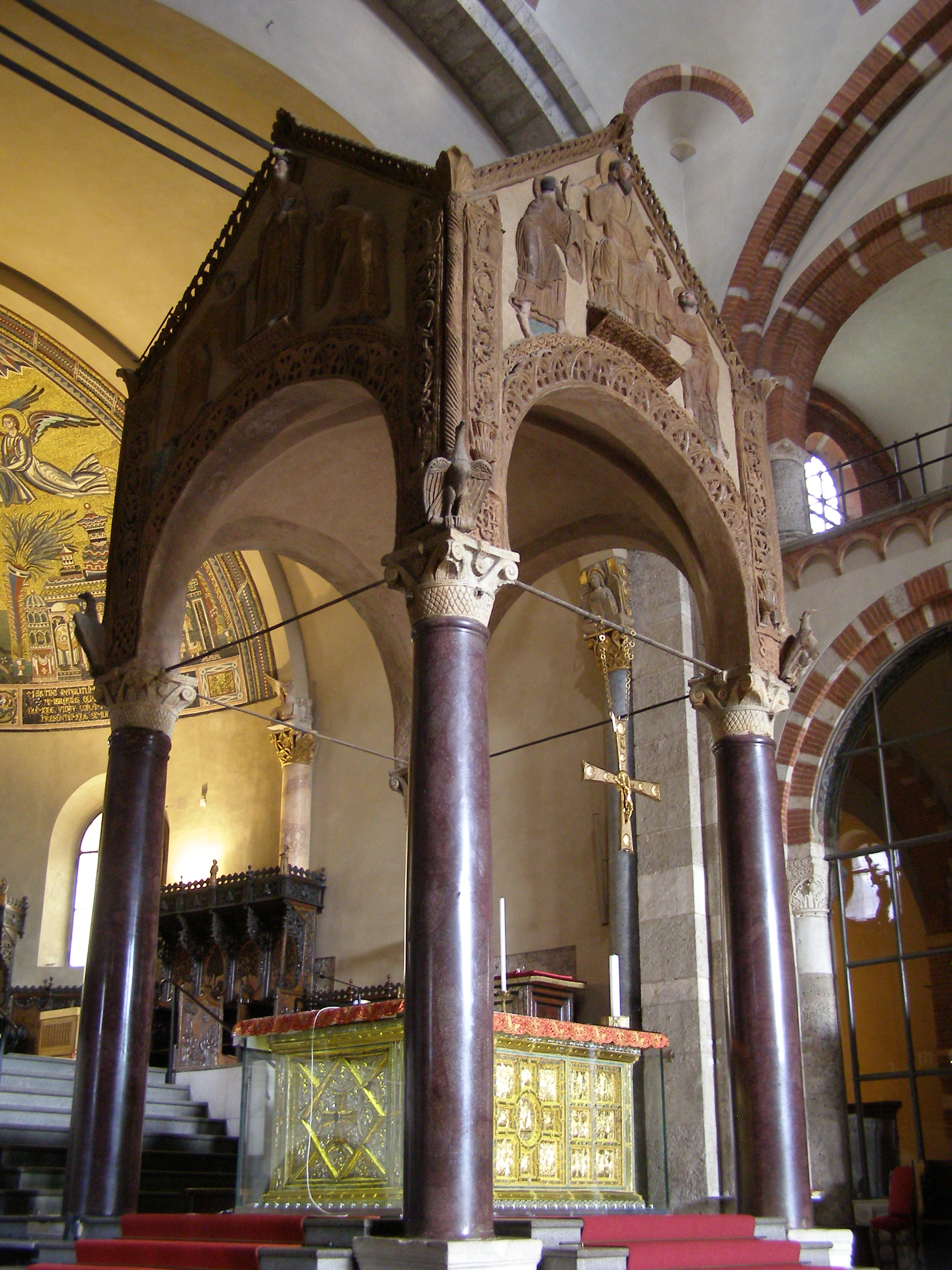
Basilique Saint-Ambroise à Milan.
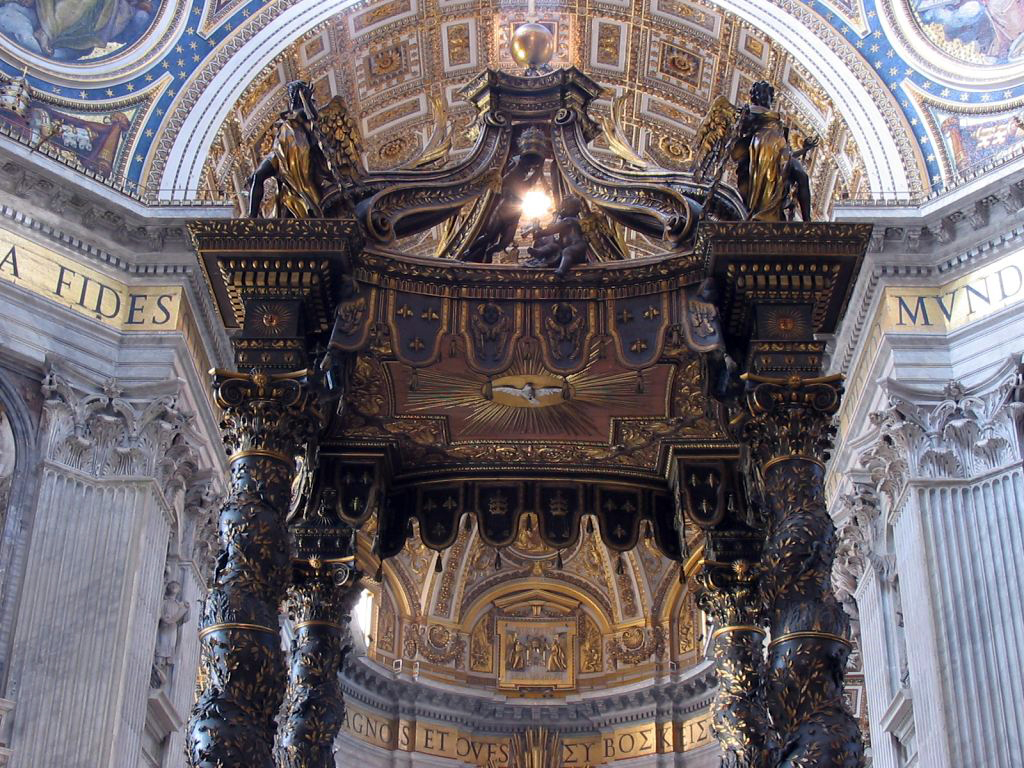
Baldaquin de la basilique Saint-Pierre.
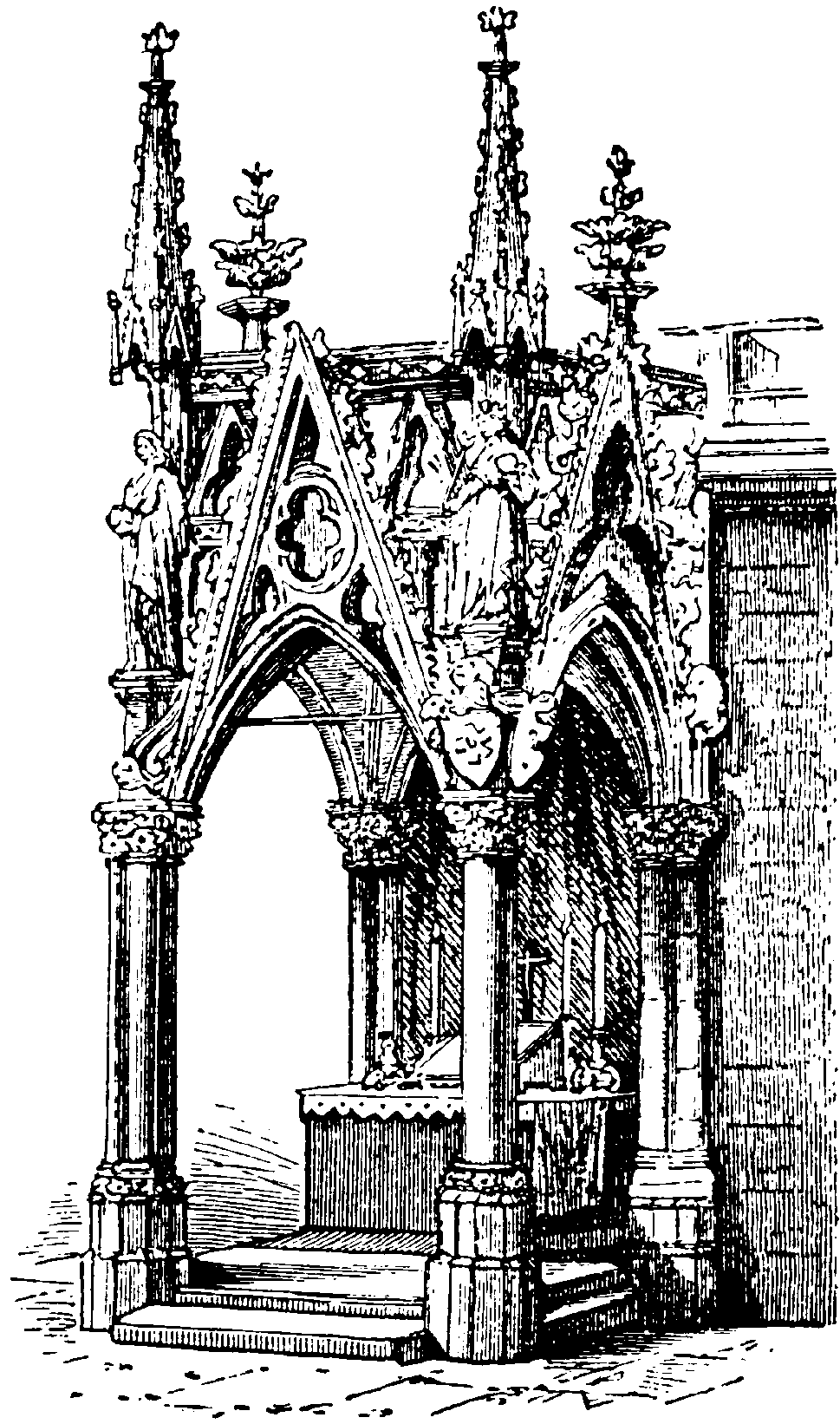
Cathédrale de Ratisbonne.
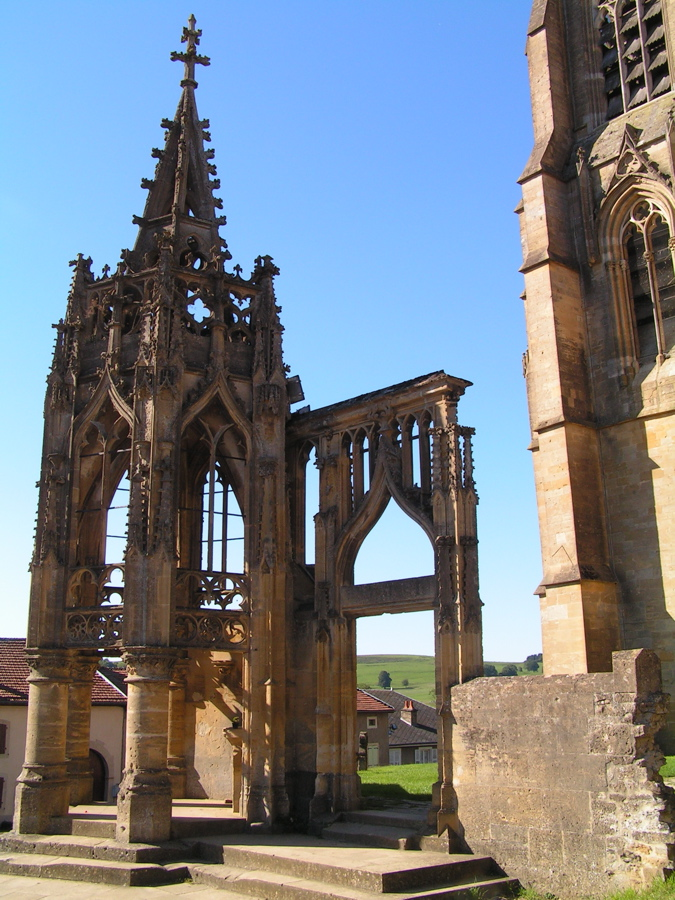
Basilique Notre-Dame d'Avioth.